# Kheri
Kheri è una suddivisione dell'India, classificata come nagar panchayat, di 25.017 abitanti, situata nel distretto di Lakhimpur Kheri, nello stato federato dell'Uttar Pradesh. 